# سلمى اللومي الرقيق
سلمى اللومي الرقيق (6 يونيو 1956 -) هي وزيرة السياحة في حكومة الحبيب الصيد. وعملت قبل تعيينها أمينة مال حزب نداء تونس. ترشحت للانتخابات الرئاسية في 2019 و انشأت حزبها السياسي الخاص" حزب الأمل

## النشأة والمسيرة
تحصلت على الماجستير في التصرف وعملت رئيسة مديرة عامة لشركات تعمل في الصناعة الكهربائية والغذائية والفلاحية.